# Sobre la paz perpetua

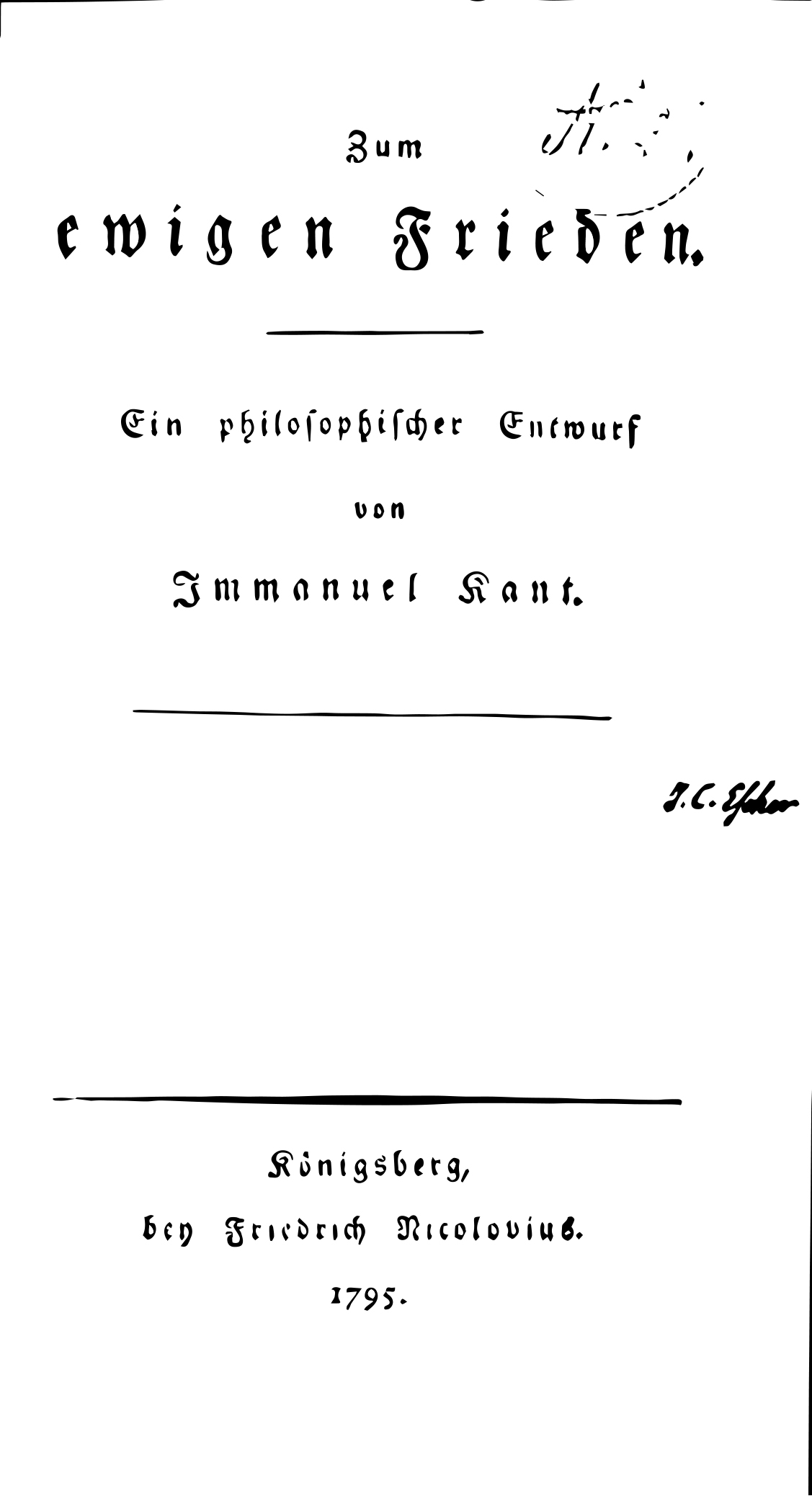
Portada de la edición original (1795)

Sobre la paz perpetua (Zum ewigen Frieden. Ein philosophischer Entwurf) es una obra política escrita por Immanuel Kant en 1795. Como se intuye por el título, el objetivo de este tratado es encontrar una estructura mundial y una perspectiva de gobierno para cada uno de los Estados en particular que favorezca la paz.  La obra se compone de 6 artículos preliminares y 3 artículos definitivos, 2 suplementos y 2 apéndices alrededor de los cuales se desarrolla la reflexión.
El título de la obra viene de la obra del Abad de Saint Pierre quien escribió un ensayo sobre el proyecto de una confederación europea llamado "La paz perpetua", que fue sintetizado y comentado por el filósofo político Jean Jacques Rousseau. Si bien no ha sido probado que Kant leyera ese texto de manera directa, sí se sabe que su novela favorita fue "Emilio, o de la educación" de J. J. Rousseau. En el libro V de dicha obra, Rousseau cita los comentarios del Abad de St. Pierre y resume su propuesta de manera sucinta. La misma estructura del Abad y el mismo fin de lograr la paz en una Europa unida son los motivos que impulsan a Kant. Otra historia menos probable es que el título es una ironía de Kant y que lo tomó de un dibujo que un hostelero había puesto en su casa: era la imagen de un cementerio y abajo la frase «paz perpetua». La estructura de obra puede ser entendida también como ironía literaria: tiene la forma de un tratado de paz, con artículos preliminares, definitivos y hasta una cláusula secreta.

### Traducciones

#### En español
- Por la paz perpetua. Trad. de Rafael Montestruc, Barcelona, Sopena, 1905.
- Sobre la paz perpetua. Trad. de F. Rivera Pastor; Madrid, Espasa, 1919; 1922. Esta versión se ha reeditado en diversas ocasiones: en la propia ed. Espasa en un volumen conjunto con Lo bello y lo sublime (Buenos Aires, 1946; Madrid, 1982; 2003 {ISBN 84-670-1152-1}); México, Porrúa, 1972 (volumen que incluye también la Fundamentación de la metafísica de las costumbres y la Crítica de la razón práctica).
- La paz perpetua. R. I. Suhr, Buenos Aires, Araujo, 1938.
- La paz perpetua. Trad. de Baltasar Espinosa, Madrid, Aguilar, 1967.
- Sobre la paz perpetua. Trad. de Joaquín Abellán, introd. de A. Truyol Serra, Madrid, Tecnos, 1985; 1998; 2003 {ISBN 84-309-1176-6}. Madrid, Alianza, 2002 {ISBN 84-206-7338-2}.
- Sobre la paz perpetua. Trad. e Introd. de Kimana Zulueta Fülscher. Madrid, Ediciones Akal, S.A., 2012 {ISBN 978-84-460-2830-7}.

#### En otros idiomas
- Immanuel Kant, Per la pace perpetua, traducción al italiano de Maria Chiara Pievatolo (2005).